# Donjon Mystère
 (août 2025).
Si vous disposez d'ouvrages ou d'articles de référence ou si vous connaissez des sites web de qualité traitant du thème abordé ici, merci de compléter l'article en donnant les références utiles à sa vérifiabilité et en les liant à la section « Notes et références ».
Donjon Mystère (不思議のダンジョン, Fushigi no Dungeon) est une série de jeux vidéo rogue-like développée par Chunsoft. Ces jeux se situent dans des univers provenant de séries célèbres parmi lesquelles Dragon Quest, Final Fantasy ou encore Pokémon. Une sous-série inédite nommée Shiren the Wanderer a aussi été créée.

## SérieDragon Quest
| 1993 | Torneko no Daibōken: Fushigi no Dungeon           |
| 1999 | Torneko no Daibōken 2: Fushigi no Dungeon         |
| 2002 | Torneko no Daibōken 3: Fushigi no Dungeon         |
| 2006 | Dragon Quest: Shōnen Yangus to Fushigi no Dungeon |
| 2006 | Dragon Quest: Fushigi no Dungeon Mobile           |
| 2009 | Dragon Quest: Fushigi no Dungeon Mobile 2         |

## SérieShiren the Wanderer
| 1995 | Fushigi no Dungeon 2: Fuurai no Shiren                                                         |
| 1996 | BS Fuurai no Shiren Surara wo Sokue                                                            |
| 1996 | Fushigi no Dungeon: Fuurai no Shiren GB - Tsukikage-mura no Kaibutsu                           |
| 2000 | Fushigi no Dungeon: Fuurai no Shiren 2 - Oni Shuurai! Shiren Jou!                              |
| 2001 | Fushigi no Dungeon: Fuurai no Shiren GB 2 - Sabaku no Majou                                    |
| 2002 | Fushigi no Dungeon: Fuurai no Shiren Gaiden - Onna Kenshi Asuka Kenzan                         |
| 2008 | Shiren the Wanderer (Fushigi no Dungeon: Fuurai no Shiren 3 - Karakuri Yashiki no Nemuri-Hime) |
| 2010 | Fushigi no Dungeon: Fuurai no Shiren 4 - Kami no Hitomi to Akuma no Heso                       |
| 2010 | Shiren the Wanderer: The Tower of Fortune and the Dice of Fate                                 |
| 2024 | Shiren the Wanderer: The Mystery Dungeon of Serpentcoil Island                                 |

## SérieChocobo
| 1997 | Chocobo no Fushigina Dungeon (en)                                                             |
| 1998 | Chocobo's Dungeon 2 (Chocobo no Fushigina Dungeon 2)                                          |
| 2008 | Final Fantasy Fables: Chocobo's Dungeon (Chocobo no Fushigina Dungeon: Toki Wasure no Meikyū) |
| 2008 | Cid to Chocobo no Fushigina Dungeon Toki Wasure no Meikyū DS+                                 |
| 2019 | Chocobo's Mystery Dungeon Every Buddy!                                                        |

## SériePokémon
| 2005 | Pokémon : Donjon Mystère - Équipe de secours rouge et bleue    |
| 2007 | Pokémon : Donjon Mystère - Explorateurs du temps et de l'ombre |
| 2009 | Pokémon : Donjon Mystère : Explorateurs du Ciel                |
| 2012 | Pokémon : Donjon Mystère : Les Portes de l'Infini              |
| 2015 | Pokémon Méga Donjon Mystère                                    |
| 2020 | Pokémon Donjon Mystère : Équipe de secours DX                  |

## Autres titres
| 2004 | The Nightmare of Druaga: Fushigi no Dungeon       |
| 2004 | Kidō Senshi Gundam: Fushigi no Dungeon            |
| 2004 | TwinBee Dungeon                                   |
| 2015 | Etrian Mystery Dungeon                            |
| 2015 | Fushigi no Chronicle: Furikaerimasen Katsu Madewa |